# اسلاتینا، مونته‌نگرو
شهر اسلاتینا (به روسی: Слатина) در کشور مونته‌نگرو واقع شده‌است. جمعیت این شهر ۴۰۵ نفر  است.